# Antoine Maurel (auteur d'une pastorale)
Pour les articles homonymes, voir Antoine Maurel et Maurel.
Antoine Maurel (1815-1897) est un ouvrier marseillais, auteur d'une pastorale provençale intitulée Rei de Glori, Canten Victori et dite « pastorale Maurel ». Cette œuvre fut écrite au XIXe siècle à Marseille.

## Biographie
Jean Antoine Stanislas Maurel est né le 18 octobre 1815, à Marseille, dans le quartier de Saint-Jean et décédé dans la même ville le 19 mai 1897.  
Domicilié 25, rue du Refuge, il fut tour à tour ouvrier tonnelier, doreur, miroitier, comptable puis directeur du dépôt de mendicité de Marseille crée le 20 avril 1850. dans les couvents des Carmélites et de l'observance. 
Antoine Maurel reste célèbre pour avoir écrit en langue provençale, non seulement la Pastorale de Marseille en 1844 mais également des poèmes et pour son engagement social à partir de 1841. 
En effet, très jeune membre du conseil d'administration de la Société de Prévoyance et de Secours, il est d'abord visiteur des ouvriers en situation précaire avant d'en devenir le président en 1848, poste qu'il occupera pendant 42 ans. 
En 1842, l’abbé Jean-Baptiste Julien (1805-1848), vicaire de la paroisse de Notre-Dame-du-Mont, socialement engagé lui aussi à l'amélioration de la vie des ouvriers, demande à Antoine Maurel, l’un de ses fidèles, également membre du « Cercle Catholique Ouvrier » qu'il dirige dans l’ancienne infirmerie du couvent des Minimes, 7 rue Nau, de ré-écrire la représentation de la Nativité pour Noël, d’en faire une crèche vivante, dans la langue des fidèles. En effet, avant lui, Thomas Thobert (1736-1777), membre de la Société Sacerdotale du Sacré-Cœur de Marseille, avait écrit des pièces en provençal, dont la pastorale de Noël, jouée à Notre-Dame-du-Mont. Mais destinée à un public instruit, les élèves du Sacré-Cœur, pour lesquels la maîtrise de la langue française était un enjeu social, cette œuvre n'était ni dans le style ni en ce que l'on appelait le « patois marseillais », la langue parlée par les fidèles. C’est pourquoi l’abbé Julien en voulait une ré-écriture adaptée à ses ouailles. C’est ainsi que Maurel écrivit ce qu'il intitula, presque comme son prédécesseur, « Le Mystère de la naissance de Notre Seigneur Jésus Christ », une pastorale en 4 actes, en vers provençaux, sauf le dernier acte, en français et la partition musicale « O Rèi de glòri ».  Dans son œuvre, il met en scène des personnages avec lesquels les fidèles peut s'identifier, comme il était d'usage au Moyen Âge. Antoine Maurel participa aux représentations, malgré sa boiterie ; le succès est tel que le spectacle est rejoué sur toutes les scènes marseillaises et régionales les années suivantes. 
Antoine Maurel et l'abbé Julien prirent soin de préciser dans la documentation de l'œuvre, que la représentation de la Pastorale était libre de droits à partir du moment où l'autorisation en aurait été demandée, mais qu'il n'en était pas de même des airs, empruntés à des auteurs et dont il convenait de liquider les droits auprès de la Société des compositeurs de musique.
En 1860, Antoine Maurel crée la Société des Sauveteurs du Midi et en 1865, il crée le Syndicat de la Pharmacie Spéciale de l'Union de Secours Mutuel, soit la première pharmacie mutualiste de France. 
1871 Antoine Maurel est élu président du Grand Conseil de la Mutualité.
En 1897, à la mort de Maurel, ses héritiers cèdent la Pastorale à l'éditeur marseillais Paul Ruat, propriétaire de la librairie Tacussel, plus exactement, ils lui cèdent l'exclusivité de l'exploitation, le chargeant de gérer les droits de représentation ainsi que de percevoir et redistribuer les droits d’auteurs dans les mêmes conditions jusqu’en 1947. Associations, patronages … tous les groupes qui désirent représenter la Pastorale doivent donc en faire la demande à Ruat et verser les droits. Ils ont le droit de faire des coupures et des ajouts mais ni emprunts, ni plagiat.   

## Œuvres

### Poésie
- Le mystère de la naissance de N-S. Jésus-Christ : pastorale en 4 actes vers, français et provencaux, contenant Hérode et les Mages, poème dramatique par M. le baron Gaston De Flotte, précédée d'une introduction par M. l'abbé Bayle, 1844
- Marsiho, couplets provençaux dédiés à M. Auguste Laforêt, juge au tribunal civil, impr. de Gravière, Marseille, 1856
- Prouvenço, couplets dédiés au nom des ouvriers membres des conférences à M. l'abbé Bayle, leur directeur, impr. de Gravière, 1858
- L'Antéchrist , Leis Pescaires,  poésies provençales, réponse à M. Renan, au nom de la classe ouvrière, pièce lue en séance publique, le 7 août 1864, à la distribution des prix aux élèves des écoles chrétiennes communales d'adultes de Marseille, impr. de Vve M. Olive, Marseille, 1866

### Œuvres sociales
- Résumé des délibérations du grand conseil des sociétés de secours mutuels du département des Bouches-du-Rhône, précédé d'une notice détaillée sur sa création, son organisation et son fonctionnement, Impre Gravière, 1858
- Grand conseil des sociétés de secours mutuels du département des Bouches-du-Rhône, établi à Marseille. Résumé des délibérations (2e série) précédé d'un répertoire de l'administration des sociétés de secours mutuels, Impr.  Lebon, 1865
- Projet d'association pour le service médical des sociétés de secours mutuels de Marseille. Rapport fait au nom de la commission nommée à cet effet,  impr. de Cayer, 1868
- Lei Soucieta de secour : cansouneto prouvençalo, dedicado à toutei lei soci e cantado lou jour de la festo, impr. de Cayer, 1875
- L'administration du grand conseil des sociétés de secours mutuels à messieurs les présidents, syndics et membres de toutes les sociétés de secours mutuels à la commune de Marseille, impr. Vve S. Lopez, 1876[8]